# Pamela Mitford
Pamela "Pam" Freeman-Mitford (25 novembre 1907 - 12 avril 1994) est l'une des sœurs Mitford.

## Biographie
Pamela Freeman-Mitford est née le 25 novembre 1907, la deuxième fille de David Freeman-Mitford (2e baron Redesdale) et Sydney Bowles (1880–1963).
John Betjeman, qui pendant un temps l'aimait, la qualifie dans son poème inédit, The Mitford Girls, de «la plus rurale de toutes», car elle préférait vivre tranquillement à la campagne. Ils se rencontrent alors qu'elle dirige Biddesden dans le Hampshire, la maison de son beau-frère, Bryan Guinness (2e baron Moyne) .
En 1936, elle épouse le physicien millionnaire Derek Jackson. Jackson est bisexuel , et marié six fois. Ils vivent au château de Tullamaine à Fethard, dans le comté de Tipperary . Après son divorce en 1951, elle passe le reste de sa vie en tant que compagne de Giuditta Tommasi (décédée en 1993), une cavalière italienne . Elles vivent à Caudle Green, Gloucestershire . Selon sa sœur Jessica, Pamela Mitford est devenue "une tu-sais-quoi-bian" (lesbienne) .
Pamela Mitford est décédée le 12 avril 1994 à Londres .